# دیرکتور اکس
دیرکتور اکس (انگلیسی: Director X؛ زادهٔ ۳۱ اکتبر ۱۹۷۵) یک کارگردان نماهنگ و کارگردان فیلم اهل کانادا است که تباری سوئیسی-ترینیدادی دارد. وی از سال ۱۹۹۸ میلادی تاکنون مشغول فعالیت بوده‌است.
او برای خوانندگان مشهور بیشماری، نماهنگ ساخته و کارگردانی نموده‌است.
وی همچنین بنیان‌گذار شرکت «اِکس فیت» است که در زمینه طراحی و تولید پوشاک فعالیت دارد.